# Ahmed Fayad
Ahmed Fayad (18 de mayo de 1996) es un deportista egipcio que compite en judo. Ganó una medalla de bronce en el Campeonato Africano de Judo de 2023, en la categoría de –100 kg.

## Palmarés internacional
| Campeonato Africano | Campeonato Africano    | Campeonato Africano | Campeonato Africano |
| Año                 | Lugar                  | Medalla             | Categoría           |
| ------------------- | ---------------------- | ------------------- | ------------------- |
| 2023                | Casablanca (Marruecos) | Medalla de bronce   | –100 kg             |